# Rallye Schweden 1975
Die 25. Rallye Schweden war der 2. Lauf zur Rallye-Weltmeisterschaft 1975. Sie dauerte vom 13. bis zum 15. Februar 1975 und es wurden von den geplanten 40 Wertungsprüfungen (WP) vier abgesagt.

## Klassifikationen

### Endergebnis
| Rang | Fahrer          | Co-Pilot           | Auto                   | Zeit (Std./Min./Sek.) | Rückstand Sieger (Std./Min./Sek.) Rückstand V (Min./Sek.) |
| ---- | --------------- | ------------------ | ---------------------- | --------------------- | --------------------------------------------------------- |
| 1    | Björn Waldegård | Hans Thorszelius   | Lancia Stratos HF      | 07:19:46              | 0:00:00 00:00                                             |
| 2    | Stig Blomqvist  | Hans Sylvan        | Saab 96 V4             | 07:21:33              | 0:01:47 01:47                                             |
| 3    | Simo Lampinen   | Sölve Andreasson   | Lancia Beta Coupé      | 07:31:22              | 0:11:36 09:49                                             |
| 4    | Per Eklund      | Björn Cederberg    | Saab 96 V4             | 07:33:13              | 0:13:27 01:51                                             |
| 5    | Ingvar Carlsson | Claes Billstam     | Fiat Abarth 124 Rallye | 07:39:30              | 0:19:44 06:17                                             |
| 6    | Markku Alén     | Ilkka Kivimäki     | Fiat Abarth 124 Rallye | 07:49:25              | 0:29:39 09:55                                             |
| 7    | John Haugland   | Arild Antonsen     | Škoda 120S             | 08:14:03              | 0:54:17 24:38                                             |
| 8    | Håkan Svensson  | Jan-Erik Andersson | Opel Ascona            | 08:27:20              | 1:07:34 13:17                                             |
| 9    | Rune Åhlin      | Åke Gustavsson     | Volvo 142              | 08:35:34              | 1:15:48 08:14                                             |
| 10   | Leif Andersson  | Lars Nyberg        | Ford Escort RS2000     | 08:41:02              | 1:21:16 05:28                                             |

Insgesamt wurden 32 von 58 gemeldeten Fahrzeuge klassiert.

### Herstellerwertung
| Pos. | Team    | Punkte |
| ---- | ------- | ------ |
| 1    | Lancia  | 40     |
| 2    | Fiat    | 23     |
| 3    | Saab    | 15     |
| 4    | Renault | 8      |
| 5    | Alpine  | 6      |

Die Fahrer-Weltmeisterschaft wurde erst ab 1979 ausgeschrieben.